# Hexosa
En química orgànica, una hexosa és un monosacàrid amb sis àtoms de carboni que tenen la següent fórmula química simplificada C₆H₁₂O₆. Les hexoses es classifiquen segons el seu grup funcional en aldohexoses que contenen un aldehid a la posició C1, i cetohexoses que contenen un grup cetona a la posició 2.

## Aldohexoses
Les aldohexoses tenen quatre centres quirals per a un total de 16 possibles aldohexoses estereoisòmeres (24). La configuració D/L (levògira o dextrògira) es basa en l'orientació de l'hidroxil a la posició 5, i no es refereix a la direcció de l'activitat òptica.
Les vuit D-aldohexoses són:

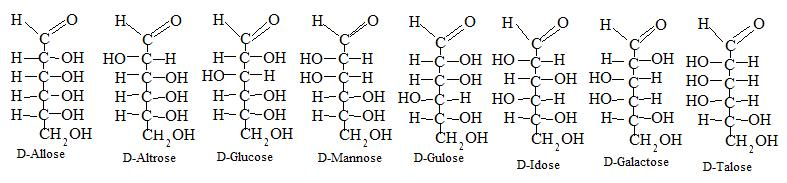
D-Al·losa ********** D-Altrosa ********* D-Glucosa ****** D-Mannosa ***** D-Gulosa ******* D-Idosa ******* D-Galactosa ******* D-Talosa Representació molecular de Lewis de totes les hexoses existents

D'aquests D-isòmers tots, excepte l'altrosa, es troben de manera natural. L-l'altrosa s'ha aïllat del bacteri Butyrivibrio fibrisolvens.

### Hemiacetals cíclics
Des de l'any 1926 se sap que les aldoses de 6 carbonis formen hemiacetals cíclics. El diagrama de sota mostra les formes hemiacetàliques de la D-glucosa i la D-manosa.
Els carbonis numerats en les formes de cadena oberta corresponen a la mateixa en les formes hemiacetàliques. La formació de l'hemiacetal causa l'asimetria del carboni núm. 1 en la conformació cíclica, quan és simètric en la conformació de cadena oberta. Això significa que tant la glucosa com la manosa (així com la resta d'aldohexoses) tenen dues formes cícliques. En solució ambdues existeixen en equilibri juntament amb la cadena oberta. Aquesta darrera, tanmateix, no cristal·litza, i és per això que les dues formes cícliques poden ser separades quan són cristal·litzades. Així la D-glucosa forma un cristall alfa que té una rotació específica de +112° i un punt de fusió de 146 °C, mentre que el cristall beta posseeix una rotació específica de +19° i un punt de fusió de 150 °C.

## Cetohexoses

Fórmula estructural de la fructosa

Les cetohexoses tenen 3 centres quirals i, en conseqüència poden formar vuit diferents estereoisòmers(23). D'aquests, només se sap que poden ocórrer de manera natural els quatre D-isòmers: 
```
CH₂OH CH₂OH CH₂OH CH₂OH 
| | | |
C=O C=O C=O C=O
| | | |
HC-OH HO-CH HC-OH HO-CH
| | | |
HC-OH HC-OH HO-CH HO-CH
| | | |
HC-OH HC-OH HC-OH HC-OH
| | | |
CH₂OH CH₂OH CH₂OH CH₂OH 

D
-
psicosa
 
D
-
fructosa
 
D
-
sorbosa
 
D
-
tagatosa
```

Només les hexoses naturals poden ser fermentades pels llevats.

## Mutarotació
Els grups funcionals aldehid i cetona en aquests carbohidrats reaccionen amb grups hidroxil veïns per formar hemiacetals intramoleculars o hemiacetals, respectivament. L'anell resultant és un grup piran, és a dir, una piranosa. L'anell s'obre i es tanca espontàniament, permetent que succeeixi una rotació en l'enllaç entre el grup carbonil i l'àtom de carboni veí, donant dues configuracions diferents (α i β). Aquest procés s'anomena mutarotació. Les hexoses poden formar dihexoses amb una reacció de condensació formant un a 1,6-enllaç glicosídic.

## Altres informacions
Són àcids febles, així com febles electròlits.